# پرویز عقیلی کرمانی
پرویز عقیلی کرمانی اقتصاددان، بانکدار و مدیر ارشد اجرایی ایرانی است که در حال حاضر به‌عنوان عضو هیئت مدیره بانک خاورمیانه فعالیت می‌نماید.
وی بنیانگذار بیمه‌های عمر در ایران است و فعالیت بانکداری خود را از شعبه دبی بانک اچ‌اس‌بی‌سی آغاز نمود. وی پیش از این، مدیر عاملی بانک کارآفرین را برعهده داشت. از سوابق دیگر عقیلی می‌توان به رئیس هیئت مدیره شرکت سرمایه‌گذاری صنایع ایران و ریاست هیئت مدیره شرکت کارگزاری بورسیران اشاره کرد.